# 短足同寄居蟹
短足同寄居蟹（学名：Sympagurus brevipes）为擬寄居蟹科同寄居蟹屬下的一个种。